# Посіпаки: Становлення лиходія
«Посіпаки: Становлення лиходія» (англ. Minions: The Rise of Gru) — американський комп'ютерно-анімаційний комедійний 3D-фільм режисера Кайла Балда. Є спін-оффом франшизи «Нікчемний я» та продовженням фільму «Посіпаки». Стів Карелл і П'єр Коффен повторять свої ролі з попередніх частин.
Фільм вийшов у США 1 липня 2022 року.

## Синопсис
Продовження пригод посіпак, які завжди шукають тиранічного лідера.

## Ролі озвучили
- Стів Карелл — Ґрю
- П'єр Коффен — Кевін, Стюарт, Боб та інші посіпаки
- Мішель Єо — Майстер Чау
- Тараджі Генсон — Белль Боттом, лідер The Vicious 6
- Жан-Клод Ван Дам — Жан, член The Vicious 6
- Люсі Лоулес — Нунчак, член The Vicious 6
- Дольф Лундгрен — Свендженс, член The Vicious 6
- Денні Трехо — Стронґхолд, член The Vicious 6
- RZA — байкер Отто
- Рассел Бренд — Доктор Нефаріо
- Джулія Ендрюс — Марлена, мати Ґрю
- Алан Аркін — колишній лідер The Vicious 6
- Стів Куґан — працівник банку

## Виробництво
Фільм був офіційно анонсований Illumination 26 січня 2017 року, його знову буде поширювати компанія Universal Pictures. Розробка фільму розпочалася 29 липня 2017 року.
Під час прокату фільму в Китаї кінцеву сцену замінили повідомленням про те, що Вайлд Наклз був заарештований і засуджений до двадцяти років ув'язнення, а Грю повернувся до своєї родини.